# Kreis Iburg
| Basisdaten                                      | Basisdaten           |
| ----------------------------------------------- | -------------------- |
| Preußische Provinz                              | Hannover             |
| Regierungsbezirk                                | Osnabrück            |
| Kreishauptort                                   | Iburg                |
| Bestandszeitraum                                | 1885–1932            |
| Fläche                                          | 308,40 km²           |
| Einwohner                                       | 34.310 (1925)        |
| Bevölkerungsdichte                              | 111 Einw./km² (1925) |
| Gemeinden                                       | 41 (1925)            |
| Kfz-Kennzeichen                                 | I S                  |
| Lage des Kreises in der Provinz Hannover (1905) |                      |
| Lage des Kreises Iburg in der Provinz Hannover  |                      |

Der Kreis Iburg war von 1885 bis 1932 ein Landkreis in Preußen mit Sitz im Flecken Iburg.

## Geschichte
Nach der Annexion Hannovers 1867 durch Preußen wurde 1885 aus dem alten Amt Iburg der Kreis Iburg gebildet. 1932 wurde durch eine Verordnung des preußischen Staatsministeriums der Kreis Iburg aufgelöst und mit dem Landkreis Osnabrück zusammengeschlossen. Die Verwaltung des Kreises Iburg befand sich im Schloss Iburg.

## Einwohnerentwicklung
| Jahr | Einwohner |
| ---- | --------- |
| 1890 | 24.810    |
| 1900 | 27.366    |
| 1910 | 30.799    |
| 1925 | 34.310    |

## Landräte
- 1885–1904 Friedrich Tilemann
- 1904–1908 Wilhelm von Schmeling
- 1908–1918 Melchior von Breitenbuch
- 1918–1925 Julius Wehr (1881–1962)
- 1925–1932 Ludwig Herold

## Gemeinden
Die folgende Liste enthält alle Gemeinden, die dem Kreis Iburg angehörten. Die Gemeinde Mäscher wurde 1929 nach Iburg eingemeindet.
|  | Allendorf Altenhagen Aschen Aschendorf Averfehrden Bad Rothenfelde Borgloh-Wellendorf Dissen Dröper Ebbendorf Eppendorf | Erpen Gellenbeck Glandorf Glane-Visbeck Hagen-Beckerode Hankenberge Hardensetten Hilter Iburg Kloster Oesede Laer | Mäscher Mentrup Müschen Natrup-Hagen Natrup-Hilter Nolle Oesede Ostenfelde Remsede Schierloh Schwege | Sentrup Strang Sudendorf Sudenfeld Uphöfen Westendorf Westerwiede Winkelsetten |